# Wolseley 4/44
La 4/44 è un'autovettura prodotta dalla Wolseley dal 1953 e al 1956.
Il modello venne progettato dalla Nuffield Organisation poco prima della nascita della BMC. La 4/44 fu poi commercializzata da quest'ultima. Molto del design del modello era comune con quello della MG Magnette ZA. A differenza del modello MG, la 4/44 aveva installato un motore in linea a quattro cilindri da 1.250 cm³ di cilindrata. Questo propulsore aveva un solo carburatore ed erogava 46 CV di potenza a 4.800 giri al minuto. Il cambio manuale a quattro rapporti aveva la leva montata sul piantone dello sterzo
L'assemblaggio era basato su una monoscocca. Le sospensioni erano indipendenti. Quelle anteriori erano a molle elicoidali, mentre quelle posteriori erano ad assale rigido. Il modello fu offerto con un solo tipo di carrozzeria, berlina quattro porte.
Il modello aveva in dotazione un cruscotto in legno e dei sedili rivestiti in pelle. La calandra era tipica dei modelli Wolseley.
Un esemplare di 4/44 è stato provato dalla rivista specializzata The Motor. Vennero registrate una velocità massima di 117 km/h ed un'accelerazione da 0 a 97 km/h di 29,9 secondi.
Il modello venne sostituito dalla 15/50 nel 1956.